# 카시트

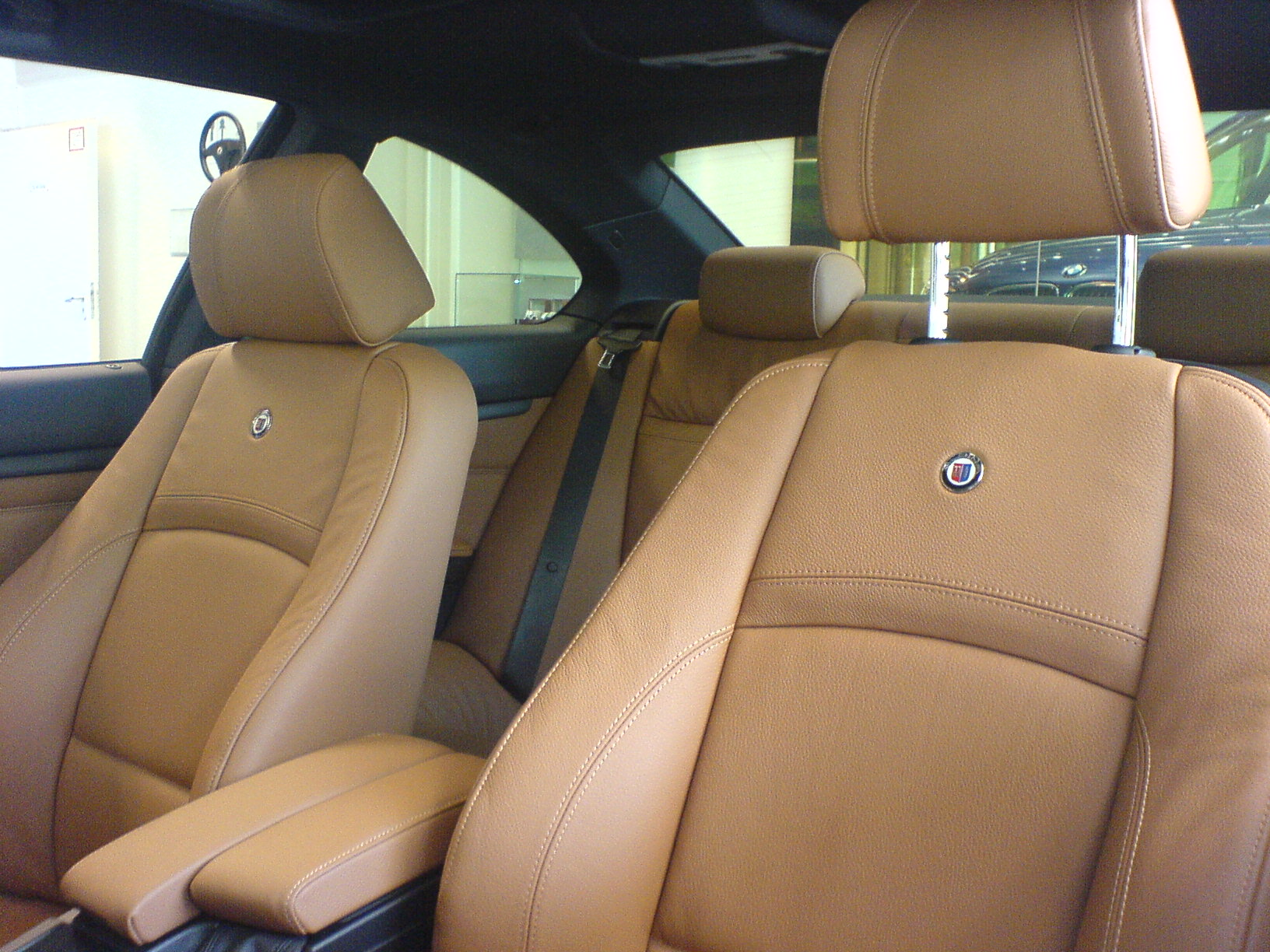
BMW 알피나의 앞자리.

카시트(영어: car seat), 또는 자동차 좌석은 자동차에 사용되는 좌석이다. 대부분의 차량 좌석은 장시간 사용에 견뎌낼 수 있도록 비싸지 않은 견고한 소재로 구성되어 있다. 가장 일반적인 소재는 폴리에스터이다.

## 안전
- 유아용 안전 시트는 충돌 시 유아를 붙잡을 수 있도록 안전 벨트로 장착되는 자동차 시트이다. 미국에서는 50개 주 전체가 특정한 기준을 갖춘 유아용 시트를 요구한다. 유아의 나이, 몸무게, 키에 기반하여 그 요건은 다양하다.

## 접히는 좌석
모든 관광용 차량은 접히는 보조 좌석을 갖추고 있어서 승객을 위한 추가적인 공간을 제공하고 있다.

## 자율주행 시트
주율주행차에 맞춰 제작된 시트를 말한다. 자율주행 시트는 휴식, 취침, 대화, 업무 등 상황에 맞출 수 있는 차세대 시트로 완성차 업체, 시트 업체에서 4단계 이상의 자율주행차를 위한 시트 및 인테리어를 개발 중이다.

## 같이 보기
- 쿠션
- 인간공학
- 안마의자
- 안전띠